# Рибозим типа hammerhead

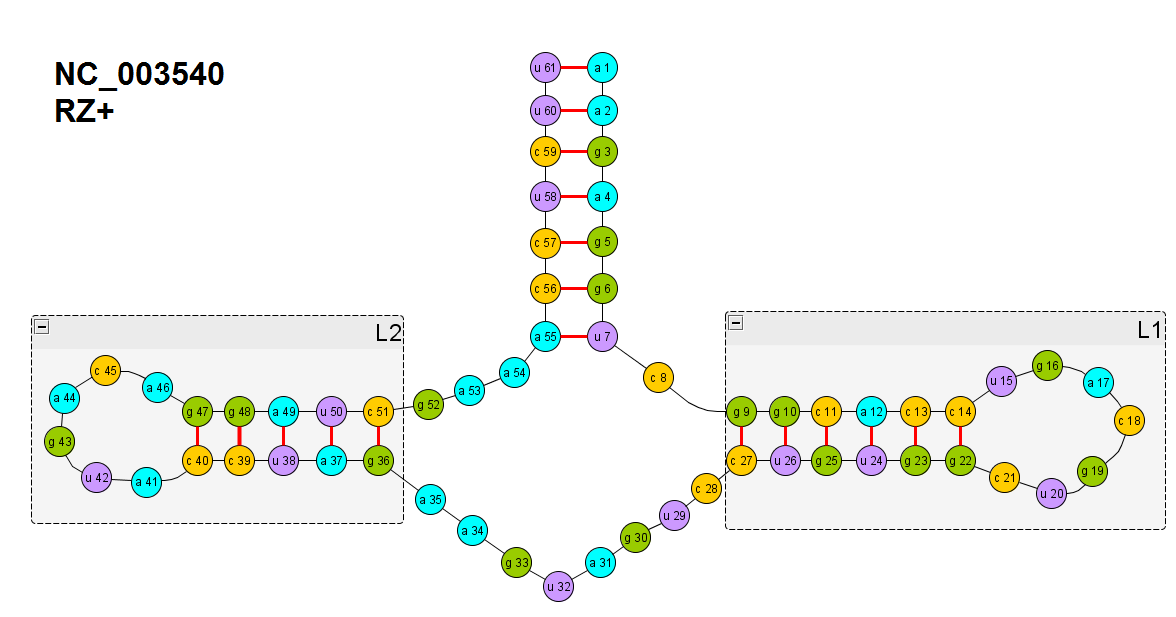
Вторичная структура фрагмента RZ+ рибозима NC_003540.

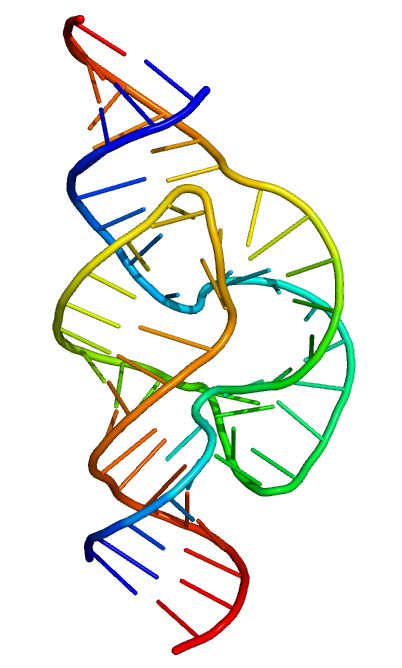
Трехмерная структура полного рибозима типа Hammerhead, выделенный из вида Schistosoma mansoni

Рибозимы типа hammerhead — это малые саморазрезающие РНК, которые имеют консервативную последовательность и обнаружены у некоторых вироидов и ассоциированы с сателлитными РНК некоторых вирусов растений.
Впервые рибозимы типа hammerhead были открыты у вириоидов растений, такие рибозимы катализировали сиквенс-специфичное разрезание фосфо-диэфирных связей в молекулах РНК благодаря специфической третичной структуре. Вторичная структура напоминает головку молотка — англ. hammerhead.

## Саморепликация
Данный рибозим способен самореплицироваться. Репликация происходит по типу катящегося колеса. РНК надрезается в точке начала катящегося кольца. К освободившемуся 3'-концу этой цепи начинают пристраиваться свободные дезоксинуклеотиды. По мере удлинения дочерней цепи РНК 5'-конец из материнского кольца вытесняется. Когда 3'- и 5'-концы встретятся в одной точке, синтез РНК прекращается и дочернее кольцо отделяется от материнского.